# Григорьев, Михаил Степанович
Михаил Степанович Григорьев (1890—1980) — советский литературовед и театровед, профессор. Заслуженный деятель искусств РСФСР (1964).

## Биография
Родился 10 (22) ноября 1890 года в Санкт-Петербурге. Окончил 2-ю Петербургскую мужскую гимназию.
В 1909 году поступил на славяно-русское отделение историко-филологического факультета Петербургского университета, которое окончил в 1915 году.
В 1915—1918 годах преподавал в реальном училище им. А.С. Черняева в Петрограде. В 1918—1921 годах работал заведующим 17-й школы II ступени Сокольнического района Москвы. В 1920 году после одного из докладов об Анри Бергсоне во Дворце искусств  Валерий Брюсов пригласил его на работу в свой институт. В 1922 году был утвержден в звании профессора по кафедре поэтического языка и психологии творчества, читал курс поэтики и психологии творчества. С 1922 по 1925 год — проректор по учебной части Высшего литературно-художественного института им. В. Я. Брюсова (ВЛХИ). 
В 1926—1929 годах работал в той же должности на Высших государственных литературных курсах, где преподавал методологию литературоведения, поэтику и литературу XX века. В то же время читал лекции по русской литературе на Курсах командного состава, в Книжном политехникуме, в Центральном опытном педагогическом техникуме им. Толстого, в Коммунистическом университете национальных меньшинств Запада им. Ю. Ю. Мархлевского, в Драматическом театре им. ВЦСПС, в Театре им. Мейерхольда и др. В 1927—1937 годах был профессором и заведовал кафедрой литературы Горьковского педагогического института.
Во второй половине 20-х годов состоял старшим научным сотрудником Государственной академии художественных наук (ГАХН). В разные годы преподавал в Государственном институте театрального искусства (1935—1942), в Академии общественных наук (1946—1949), в Среднеазиатском государственном университете им. В. И. Ленина и в Ташкентском государственном институте театрального искусства им. А. Н. Островского (1949—1954), на Высших литературных курсах Литературного института им. А. М. Горького (1954—1968), а также в Московском институте философии, литературы и истории, Московском государственном университете и других учебных заведениях. 
Дольше всего был связан с Всесоюзным государственным институтом кинематографии (1930—1938, 1940—1941, 1955—1969), где в разное время заведовал кафедрой литературы, был деканом режиссерского (1935—1937) и киноведческого факультетов (1956—1957), а после ухода на пенсию оставался профессором-консультантом (1969—1974). В своих воспоминаниях киновед Ростислав Юренев писал:

Михаил Степанович Григорьев очаровал нас и даже потряс своими первыми лекциями о символистах, акмеистах, футуристах и других направлениях русской литературы XX века. Всех называемых им поэтов я знал и раньше, но они впервые встали в некую стройную систему, в литературный процесс, блистающий талантами, поражающий конфликтами, новациями, борьбой, соревнованием. В эту систему вошла и проза: Горький, Андреев, Куприн. Вспыхнул Бунин, которого я, кроме нескольких стихотворений, совсем не знал. (...) Смело скажу, что все мои знакомые нескольких поколений учились когда-либо у Михаила Степановича и все сохранили о нем любовную, благодарную память.
Культуролог Георгий Кнабе вспоминал:

Это был важный человек не только с точки зрения его личности, но и с точки зрения его символического значения. Он был петербуржец, жил на Малой Почтовой, член партии с апреля 1917 года, т. е. с дооктябрьским стажем и, соответственно, был представителем интеллигенции на протяжении всех этих лет. (...) Другими словами, он был некоей передаточной инстанцией между русским Серебряным веком и советской действительностью в ее полном выражении.
В 1930—1940-е годы был также заведующим кабинетом А. М. Горького и советской драматургии, научно-творческим отделом ВТО и первым заместителем Председателя Совета ВТО, начальником отдела вузов искусств во Всесоюзном комитете по высшей школе, заместителем директора по научно-учебной части ГИТИСа им. А. В. Луначарского, заместителем директора по научной части Института истории искусств АН СССР, а во время Великой Отечественной войны советником по вопросам культуры советской миссии в Польше (1944—1945).
Член Союза писателей СССР,  член Союза кинематографистов СССР. С 1966 года жил с женой, преподавателем ВГИКа Фаридой Хамидовной Миркамаловой (1929—1995), в ЖСК «Советский писатель»: Красноармейская улица, д. 29 (до 1969: 2-я Аэропортовская ул., д. 18).
Выступал в печати с 1920 года. Автор ряда книг и статей по вопросам теории и истории литературы.
Умер в Москве 13 февраля 1980 года. Урна с прахом захоронена в колумбарии на Ваганьковском кладбище.

### Статьи
- Понятие материала и приёма в теории литературы // Звезда. — 1926. — № 2, С. 229—242.
- Драматургия Горького и Чехова // Горький и театр. — М.— Л.: Искусство, 1938.